# Луи дьо Рувроа, херцог дьо Сен Симон
Луи дьо Рувроа, херцог дьо Сен-Симон (на френски: Louis de Rouvroy, Duc de Saint-Simon; * 1675, † 1755) е френски военен деец, дипломат и мемоарист. Роден в Париж, в семейството на Клод дьо Сен-Симон, на когото Луи ХІІІ дава херцогска титла през 1635 г. Неговите Спомени са класика на френската литература и дават най-пълния и жив разказ за живота на придворните от края на управлението на Луи ХІV и началото на Луи ХV.

## Живот и кариера
Бащата на Сен-Симон е един от фаворитите на Луи ХІІІ, негов пръв приятел по време на лов. Именно Клод дьо Рувроа дьо Сен-Симон става първият херцог с това име, а титлата е наследена от сина му. За разлика от баща си, Луи обича повече да си стои в къщи и да чете и пише. Когато той се ражда, баща му е на 68 години. Неговото намерение е да направи сина си военен и през Деветгодишната война (1688 – 1697) го изпраща на бойното поле под командването на херцог дьо Люксамбур. Младият Луи дьо Рувроа се отличава в битките при Фльорюс и Неервинден. По същото време баща му умира и той става херцог и пер на Франция. Неговата принадлежност към най-висшата френска аристокрация странно се отразява на вижданията му и го кара да вярва, че дори само този факт трябва да му осигури достъп до всички високи постове. Известно е, че Луи ХІV изисква също заслуги и стабилни лични качества от служителите си и отказва да повиши Сен-Симон повече от бригаден генерал. Това е първата причина за твърде критичното отношение на херцога към неговото управление. В същото време Сен-Симон е ужасен, когато Луи ХІV позволява на незаконните си синове от мадам дьо Монтеспан да получат права върху наследството. За него те не са истински аристократи и за тях няма място в династията на Бурбоните.
Сен-Симон изоставя военната кариера и се отдава на дворцови интриги. Изхождайки от аристократичните си възгледи, поддържа херцог дьо Бургон в неговия конфликт с мадам дьо Ментнон. След смъртта на Луи ХІV публично заявява симпатиите си към регента Филип ІІ Орлеански и одобрява узурпацията на регентството от негова страна. После обаче се разочарова, тъй като е един от онези, които са се надявали, че Филип ще върне правата и силата на аристокрацията. Все пак той участва в регентския съвет и изпълнява дипломатическа мисия в Испания, като урежда годежа на малкия Луи ХV с инфантата Мариана-Виктория (бракът не се осъществява). Когато Филип умира, Сен-Симон се оттегля в имението си Ла Ферте-Видам, за да не вижда триумфа на враговете си. Там до края на живота си пише своите прочути Спомени.    
Финансовото състояние на Сен-Симон не е наследено от дъщеря му а е конфискувано от държавата и предадено на един от внуците на Луи XIV Луи Жан-Мари дьо Бурбон  херцог на Пентиевър, син на Луи-Александър  дьо Бурбон граф на Тулуз.

## Сен-Симон като мемоарист
Спомените на херцог дьо Сен-Симон са пример за това колко вредни за науката могат да бъдат спомените изобщо. Въпреки заявката, че ще казва само „чистата истина“, те са умишлено злобни и подвеждащи, повлияни от личните емоции. Първите записки Сен-Симон прави като войник през 90-те години на ХVІІ в., когато води дневник. От 1694 г. си поставя задачата да наблюдава и описва двора. Междувременно се появяват спомените на маркиз дьо Данжо, които показват последните години на Луи ХІV в положителна светлина. Провокиран от тях, Сен-Симон се впуска в „рязка критика на религиозната, финансовата и военната политика“ на Краля-Слънце. Той описва един Луи, който е далеч от реалността – суров, горд и брутален, истинско егоистично чудовище. След смъртта на херцога всичките му книжа са иззети от държавата и прибрани. Публикуването им започва през 1784 г., а първото пълно издание вижда бял свят през 1818 г.
До този момент единственото авторитетно изследване за времето на Луи ХІV е работата на Волтер, който без да е живял в същата епоха, съумява да остане обективен. Затова неговото отношение също е подчертано положително. В либерална следреволюционна Франция обаче Волтер бива пренебрегнат за сметка на Сен-Симон. Излизането на неговите Спомени предизвиква огромен интерес, тъй като критичният им стил удовлетворява желанието да се оправдае екзекуцията на Бурбонската династия. Спомените обясняват колко лош е бил абсолютизмът и колко добро е било неговото премахване. В началото на Третата република излиза книгата на Ернест Лавис Histoire de France, написана в пълно следване на Сен-Симон. Там абсолютизмът е представен като пълен провал. Спомените на Сен-Симон са приети радушно и в Англия – страната, която воюва яростно против Луи ХІV и най-искрено го мрази. На база на тези спомени англичаните създават виждането, че още през ХVІІ в. техният парламентарен модел на управление е бил по-прогресивен и успешен.
Целенасоченото злепоставяне на обкръжението на Луи ХІV при Сен-Симон достига крайности, отчетени още през ХІХ в. Неговото описание на мадам дьо Ментнон като черен паяк, който оплита всички в мрежите си от интриги и тайно направлява цялата политика на страната не се потвърждава от ничии други спомени. Тенденциозното отношение започва да се изяснява след като през 1928 г. в 41 тома са публикувани целите спомени. Днес те се използват само като допълнителен извор